# Chanpon
Chanpon (ちゃんぽん?) es una palabra que en japonés significa mezcla variada y disparatada de cosas. Un empleo común es cuando se usa para decir Nagasaki chanpon que es un plato de fideos elaborado en la ciudad portuaria de Nagasaki, donde una mezcla de ingredientes de pescado, verduras y carne se han cortado juntas y servidas como topping. Entre la comunidad internacional en Tokio, la palabra chanpon se emplea como mezcla del idioma japonés e idioma inglés (como it's so oishii ne. y similar al Spanglish).
El Chanpon es una celebración de la intersección entre dos culturas, donde existen múltiples puntos de vista sin la existencia de un punto en común o coherente. La identidad Chanpon viene a significar la posibilidad de navegar entre diversos estilos culturales de forma simultánea; no sólo es una experiencia de mezcla de diferentes culturas, sino que es una fusión en una única combinación. La cultura Chanpon es una tercera cultura que hace de puente entre las culturas nacionales de Occidente y Japón. 